# Слаковский сельсовет
Слаковский сельсовет (баш. Ыҫлаҡ ауыл Советы) — сельское поселение в Альшеевском районе Республики Башкортостан.
Законом «О границах, статусе и административных центрах муниципальных образований в Республике Башкортостан» муниципальное образование наделено статусом сельского поселения.

## Население
| 2002 | 2009  | 2010 | 2012 | 2013 | 2014 | 2015 |
| ---- | ----- | ---- | ---- | ---- | ---- | ---- |
| 1186 | ↘1119 | ↘956 | ↘946 | ↘909 | ↘890 | ↘876 |
| 2016 | 2017  | 2018 | 2019 | 2020 |      |      |
| ↘858 | ↘827  | ↘818 | ↘806 | ↘796 |      |      |

Жители преимущественно татары (85 %).

## Состав сельского поселения
| № | Населённый пункт | Тип населённого пункта       | Население | Примечание |
| - | ---------------- | ---------------------------- | --------- | ---------- |
| 1 | Слак             | село, административный центр | ↘796      | татары     |

Указом Президиума ВС Башкирской АССР от 12.12.1986 № 6-2/396 «Об исключении из учетных данных некоторых населенных пунктов» упразднены поселки Кызыл Яр и Берлек.